# Limnocottus godlewskii
Limnocottus godlewskii är en fiskart som först beskrevs av Dybowski, 1874.  Limnocottus godlewskii ingår i släktet Limnocottus och familjen Abyssocottidae. Inga underarter finns listade i Catalogue of Life.